# マカオ国際映画祭
マカオ国際映画祭(澳門國際影展、International Film Festival & Awards．Macao)は、マカオ（中華人民共和国マカオ特別行政区）で開催される国際映画祭である。2016年12月から開催。略称はIFFAM。

## 第1回マカオ国際映画祭
- 開催日：2016年12月8日 - 12月13日[2][3]。

### 日本から参加する主な作品・監督
《ガラ（特別招待作品）》
三池崇史監督『土竜の唄　香港狂騒曲』（日本）
《コンペティション部門》
矢口史靖監督『サバイバルファミリー』（日本）
《ヒドゥン・ドラゴン部門（ジャンル映画を広く紹介）》
黒沢清監督『ダゲレオタイプの女』（日本・フランス・ベルギー）
《クロスファイア部門（レトロスペクティブ）》
「アジアのジャンル映画の巨匠12人が選ぶジャンル映画この1本」
黒沢清：『顔のない眼』（フランス・イタリア／1959）　ジョルジュ・フランジュ監督
園子温：『吸血鬼ドラキュラ』（イギリス／1958）　テレンス・フィッシャー監督
三池崇史：『殺しが静かにやって来る』（フランス・イタリア／1968）セルジオ・コルブッチ監督

### 受賞結果
- 最優秀作品賞

エミリアーノ・トレス監督『ザ・ウィンター（英題）』（アルゼンチン・フランス）
- 審査員賞

アダム・スミス監督『トレスパス・アゲンスト・アス（原題）』（イギリス）
- 最優秀監督賞

マルコ・マルティンズ監督『セント・ジョージ（英題） / Saint George』（ポルトガル・フランス）
- 最優秀俳優賞

ヌヌ・ロペス『セント・ジョージ（英題）』（ポルトガル・フランス）
- 最優秀女優賞

リンゼイ・マーシャル『トレスパス・アゲイント・アス（原題）』（イギリス）
- 最優秀新人女優賞

ジェニファー・ユー『シスターフッド（英題）』（中国）
- 最優秀脚本賞

エイミー・ジャンプ＆ベン・ウィートリー ベン・ウィートリー監督『フリー・ファイヤー（原題） / Free Fire』（イギリス）
- 最優秀技術貢献賞

リカルド・アルヴス・Jr監督『エロン・ダズント・ビリーブ・イン・デス（英題） / Elon Doesn't Believe in Death』（ブラジル）のオリジナル音楽とサウンドデザインに対して
- 観客賞

トレイシー・チョイ監督『シスターフッド（英題）』（中国）
- 生涯功労賞

フォン・シャオガン監督（中国）
- ヴァラエティ・アジアン・ブロックバスター・フィルム2016賞

ヨン・サンホ監督『新感染 ファイナル・エクスプレス』（韓国）